# Michael Yeung Ming-cheung
Michael Yeung Ming-cheung (in cinese tradizionale: 楊鳴章; Shanghai, 1º dicembre 1946 – Hong Kong, 3 gennaio 2019) è stato un vescovo cattolico cinese.

## Biografia
Michael Yeung Ming-cheung è nato a Shanghai il 1º dicembre 1946 e all'età di 26 anni è entrato in seminario. Dopo aver ricevuto l'ordinazione sacerdotale nel 1978, è stato incardinato nella diocesi di Hong Kong, nella quale ha svolto diversi incarichi pastorali ed amministrativi. Nel 1982 ha ottenuto il Master of Arts in comunicazioni sociali all'Università di Syracuse ed è ritornato nuovamente ad Hong Kong diventando direttore dell'ufficio diocesano delle Comunicazioni Sociali fino al 1986.
Successivamente è stato nominato parroco della chiesa di "Our Lady of Lourdes", che ha retto fino al 1989 quando divenne cappellano al Yu C.K. Memorial College. È ritornato negli Stati Uniti d'America per studiare all'Università di Harvard, dove nel 1990 ha ottenuto il Master in Educazione (Ed.M.). Ritornato ad Hong Kong ha preso il posto di direttore dell'ufficio dell'educazione ed è stato nominato vicario generale della diocesi nel 2009 e successivamente membro del Pontificio consiglio "Cor Unum".

### Ministero episcopale
L'11 luglio 2014 papa Francesco lo ha nominato vescovo ausiliare di Hong Kong insieme a Giuseppe Ha Chi-shing e a Stephen Lee Bung-sang. Ha ricevuto la consacrazione episcopale il 30 agosto dal cardinale John Tong Hon. In seguito, nel 2016, è stato nominato coadiutore della stessa diocesi.
Il 1º agosto 2017 è diventato vescovo di Hong Kong, succedendo al cardinale John Tong Hon, dimessosi per raggiunti limiti di età.
È morto in ospedale il 3 gennaio 2019 a causa di una crisi epatica dovuta a cirrosi.
Dopo i solenni funerali, presieduti l'11 gennaio dal cardinale John Tong Hon nella cattedrale dell'Immacolata Concezione, è stato sepolto nel cimitero cattolico cittadino di Happy Valley.

## Genealogia episcopale
La genealogia episcopale è:
- Cardinale Scipione Rebiba
- Cardinale Giulio Antonio Santori
- Cardinale Girolamo Bernerio, O.P.
- Arcivescovo Galeazzo Sanvitale
- Cardinale Ludovico Ludovisi
- Cardinale Luigi Caetani
- Cardinale Ulderico Carpegna
- Cardinale Paluzzo Paluzzi Altieri degli Albertoni
- Papa Benedetto XIII
- Papa Benedetto XIV
- Papa Clemente XIII
- Cardinale Bernardino Giraud
- Cardinale Alessandro Mattei
- Cardinale Pietro Francesco Galleffi
- Cardinale Giacomo Filippo Fransoni
- Cardinale Carlo Sacconi
- Cardinale Edward Henry Howard
- Cardinale Mariano Rampolla del Tindaro
- Cardinale Rafael Merry del Val
- Arcivescovo Duarte Leopoldo e Silva
- Arcivescovo Paulo de Tarso Campos
- Cardinale Agnelo Rossi
- Cardinale John Baptist Wu Cheng-chung
- Cardinale John Tong Hon
- Vescovo Michael Yeung Ming-cheung